# Albert Cahuet
Œuvres principales
Pontcarral (1937)
Albert-Camille-Jean Cahuet, dit « Albéric Cahuet », né le 1er avril 1877 à Brive-la-Gaillarde et mort à Lyon 7e le 31 janvier 1942, est un journaliste et écrivain français.

## Biographie
Descendant d'une vieille famille périgourdine, fils de Jean Cahuet, comptable à la compagnie des chemins de fer d'Orléans, Cahuet passa son enfance à Brive-la-Gaillarde où une rue porte son nom. Il fit de bonnes études au collège Cabanis qui lui permirent d'obtenir une bourse d'État pour poursuivre des études secondaires au lycée de Périgueux. En 1895, il s'inscrivit à la faculté de Bordeaux où il étudia le droit mais aussi commença à écrire des pièces, des critiques littéraires et à donner des conférences comme au théâtre d'Ussel, le 21 août 1897 sur « L'action sociale du félibrige ».
De 1898 à 1899, il accomplît ses obligations militaires au 14e R. I. de Brive puis, de 1899 à 1902, il séjourna à Paris où il participa à la vie intellectuelle en écrivant dans Gil Blas et l'Écho de Paris. Dès 1898, il écrivait des pièces : en 1900 La Sieste et Noël d'amour qui fut dédiée à l'épouse de Marc Sangnier, un de ses amis qui devint directeur du Sillon la même année.
Le 21 juin 1902, il soutint sa thèse de doctorat La Liberté du théâtre en France et à l'étranger à la faculté de droit de l'Université de Paris. Malgré le tumulte que provoqua sa prise à partie de la censure, il obtint le titre de docteur en droit et s'inscrivit au barreau de Paris. 
En 1903, la revue Lemouzi publia un de ses comptes rendus et l'année suivante, grâce à l'appui de Henri de Noussanne, un compatriote limousin qui écrivait dans L'Illustration, son article La Question d'Orient dans l'histoire contemporaine fut publié. L'année suivante, l'Écho de Paris publia en feuilleton La Corbeille d'argent et, petit à petit engagé dans l'écriture, Albéric Cahuet délaissera sa carrière d'avocat tout en continuant à s'intéresser à l'actualité judiciaire qu'il commenta avec l'affaire Steinheil et ultérieurement, en 1914, l'affaire Caillaux. 
En 1907, Henri de Noussanne lui permit de devenir rédacteur à L'Illustration où il devint secrétaire de rédaction. 
À partir de 1908, année où il épousa Marie Petit et où, en juin, il fut admis au sein de la Société des gens de lettres, chaque semaine il rédigeait une série de critiques littéraires sur les dernières parutions dans sa chronique Les livres et les écrivains. Il participa aussi aux publications de la Petite illustration qui publia plusieurs de ses œuvres. Associé avec Gaston Sorbets et Louis Bénière, il écrivit la pièce Le Roi s'ennuie qui eut trois-cents représentations au théâtre Antoine en 1909. 
Il continua à écrire des biographies, des articles historiques sur Napoléon notamment. Peu avant la Grande Guerre, il mena une campagne de presse contre l'abandon dans lequel étaient laissées la maison de l'Empereur et sa tombe à Longwood.
En 1914, mobilisé, il dut quitter L'Illustration et fut affecté à l'intendance militaire comme officier d'état-major. Son dévouement et son zèle furent cités à l'ordre de la 6e division de cavalerie. À la fin de la guerre, de 1918 au début de l'année 1919, sa pièce Les Roses rouges écrite avec Gaston Sorbets fut jouée au Théâtre de l'Odéon. 
Le 1er février 1919, démobilisé, il reprit sa place au siège de L'Illustration, au 13 de la rue Saint-Georges, dans le IXe arrondissement de Paris avec davantage de responsabilités au sein de la rédaction. Ceci lui donna un travail énorme : lire six cents livres par an et recevoir dix mille lettres si l'on en croit l'article de Jean Paul Duquesnoy : Un homme de lettres : Albéric Cahuet (1877-1942), publié par la revue Lemouzi no 192 du 2e trimestre 2009. 
Ses qualités et sa valeur lui valurent d'être nommé directeur littéraire. Ces responsabilités ne l'empêchèrent pas d'écrire des critiques, mais aussi de collaborer à L'Écho de Paris, au Temps, au Figaro, au New York Herald, à la Revue de France, à La Ruche Corrézienne.
En 1921, élu vice-président de la Société des gens de lettres à laquelle il appartenait depuis treize ans, on le chargea d'établir un projet de statut des écrivains. Il semble qu'en 1935 Albéric Cahuet ait songé à poser sa candidature à l'Académie française, mais la déclaration de guerre en septembre 1939 relégua ce projet au second plan et il continua son activité à L'Illustration qui ne fut pas ralentie si l'on en juge par la liste des contributions qui suit cette « biographie ». 
En 1940, il abandonna son appartement de Passy et suivit la rédaction de L'Illustration qui le fit passer par Tours, Bordeaux, Clermont-Ferrand et finalement Lyon, au 87 cours Gambetta. Il ne put se retirer en Dordogne : il passa donc ses derniers jours dans la capitale des Gaules où à la Foire de Lyon, du 25 septembre au 5 octobre 1941, au stand du journal, il accueillit le maréchal Pétain.
Le 31 janvier 1942, il meurt brutalement à sa table de travail. Ses obsèques religieuses ont lieu à la cathédrale Saint-Jean de Lyon et il est enterré au cimetière de Francheville.
Son épouse, Marie Petit, meurt en 1959. Leur fils, le docteur Robert Cahuet, fera transférer, en 1980, leurs restes du cimetière de Francheville à celui de Cénac près de Fondaumier, dans la région de Sarlat, où se trouve la gentilhommière où il avait passé son enfance, ses vacances et où il avait écrit Le Missel d'amour » et Pontcarral.

## Pontcarral
Albert Cahuet reste surtout célèbre comme l'auteur de Pontcarral paru en 1937 et qui connut un certain engouement à la suite de son adaptation à l'écran : le 15 août 1942, les lecteurs de L'Illustration furent prévenus du tournage de Pontcarral, colonel d'Empire par un article de Bernard Zimmer, réalisateur du film avec Jean Delannoy. À sa sortie, le 30 novembre 1942 à Angoulême et le 11 décembre de la même année à Paris, le film, malgré la tonalité pétainiste des écrits d'Albert Cahuet, fut perçu comme un appel à la résistance.

## Œuvre d'Albert Cahuet
Inventaire des écrits disponibles à la vente en ligne :
- 1897
  - L'Action sociale du félibrige, texte d'une conférence faite au théâtre d'Ussel le 21 août
- 1900
  - La Sieste, pièce de théâtre
  - Noël d'amour, pièce de théâtre
- 1902
  - La Liberté du théâtre en France et à l'étranger, thèse de doctorat soutenue à la faculté de droit de l'Université de Paris le 21 juin
  - Histoire, fonctionnement et discussion de la censure dramatique
- 1904
  - Au jardin des vierges, roman de mœurs parisiennes
  - La Question d'Orient dans l'histoire contemporaine
- 1906
  - La Corbeille d'argent, roman
- 1907
  - La Fêlure, roman contemporain
- 1908
  - Victor Margueritte, article dans L'Illustration du 25 avril
- 1909
  - Affaire Steinheil, texte de l'opuscule accompagné de croquis d'audience exécutés par Charles Paul Renouard, Louis Sabattier et George Scott
- 1910
  - Les Dernières Joies de Séverin Chantal
- 1913
  - Après la mort de l'Empereur, roman couronné par l'Académie française où l'on trouve Les Derniers Serviteurs de Napoléon, La Fin d'une captivité, Le Mariage de Marchand, Noël Santini et la Sainte Alliance, L'Ours d'Helvétie, Le Bibliothécaire de Longwood, Les Pèlerins de Sainte-Hélène, Documents inédits
  - La Légion étrangère, reportage dans L'Illustration du 19 juillet
- 1914
  - Napoléon délivré, roman où l'on trouve Le Coup de théâtre de 1840, Les immortelles de Longwood, L'Aumônier de la Belle Poule, La Nuit de la résurrection, Le Second Retour de l'Empereur, Une journée impériale sous la Monarchie de juillet, Les Lendemains, Documents et témoignages inédits
- 1918
  - Les Roses rouges, pièce de théâtre écrite avec Gaston Sorbets représentée à l'Odéon
  - L'Armée française de l'Alsace reconquise, article dans L'Illustration du 30 mars
- 1919
  - Le Roi s'ennuie, pièce de théâtre écrite avec Gaston Sorbets qui eut, après le 6 novembre, 300 représentations au Théâtre Antoine
  - Polytechnique et centrale. Les rentrées après la guerre
- 1920
  - Le Front après la guerre ; un pèlerinage en auto-mail. Voyage sur les terres dévastées des anciens champs de bataille, villages et monuments, articles parus dans L'Illustration les 12 et 19 juin
- 1921
  - Du 5 mai 1821 au 15 octobre 1840, article consacré au premier centenaire du décès de Napoléon dans L'Illustration du 7 mai
- 1923
  - Le Missel d'amour, roman
- 1924
  - Le Masque aux yeux d'or, récit romancé de l'évasion du maréchal Achille Bazaine adapté en 1973 pour la télévision
  - Les Poupées de province à Paris, article dans L'Illustration du 7 juin
  - Correspondance de Jean-Jacques Rousseau, article dans « L'Illustration » du 16 août
  - Vercingétorix et Maurin des Maures, article dans L'Illustration du 22 novembre
- 1925
  - Régine Romani, roman
- 1925-1926
  - Préfaces aux cahiers intimes inédits de Marie Bashkirtseff
- 1926
  - Moussia ou La Vie et la mort de Marie Bashkirtseff, biographie de l'artiste peintre
  - La Nuit d'émeraude, nouvelle
  - L'Affaire de Bombon, article dans L'Illustration du 16 janvier
- 1927
  - À la Recherche d'Elvire, page liminaire du roman cité ci-dessous où l'auteur explique son nouveau livre sur les amours célèbres d'Alphonse de Lamartine et de Julie Charles
  - Les Amants du lac, roman sur Alphonse de Lamartine et Madame Julie Charles[4]
  - Lamartine et la terre natale où l'on trouve Les maisons de Lamartine, Le Château de Laurence et la tombe de Jocelyn, Les demeures d'Alphonse de Lamartine au pays natal
- 1928
  - Mademoiselle de Milly, roman
  - ' Les Vieux Jardins oubliés de Paris : le jardin des feuillantines, les vestiges de l'ancien jardin d'Adrienne Lecouvreur, le jardin brumaire, le jardin de M. et Mme Helvétius à Auteuil, article dans L'Illustration du 14 janvier
- 1929
  - Le Manteau de porphyre, roman
  - Texte d'une carte adressée à Jacques Chardonne le 16 mai
  - « La Saison fulgurante des jouets », article dans L'Illustration du 21 décembre
- 1930
  - Irène, femme inconnue, roman
  - Moussia et ses amis, biographie
- 1931
  - Les fantômes du Boulangisme, article écrit avec Marcel Boulanger dans L'Illustration du 1er janvier
- 1932
  - Sainte-Hélène, petite île, roman paru le 7 mai dans La Petite Illustration
  - Retours de Sainte-Hélène 1821-1840
- 1933
  - La Comtesse de Noailles n'est plus, article dans L'Illustration du 6 mai
  - Mr François Mauriac à l'académie, article dans L'illustration du 25 novembre
  - Le Cavalier noir et la fiancée de Noël, nouvelle pour les journées du livre
- 1934
  - La Nuit espagnole, roman
- 1935
  - Lucile de Chateaubriand, un Werther féminin, roman
  - « À propos d'une exposition; la seconde vie de Marie-Louise », article dans L'Illustration du 16 février
  - « Sur la route, la vitesse et la vie », article dans L'Illustration du 5 octobre
- 1936
  - « Henri De Noussanne », article dans La Brise de mai-juin 1936
  - « Le Centenaire de Jocelyn », article dans L'Illustration du 28 mars
  - « Vieux châteaux », article dans L'Illustration du 23 mai
  - « Mr Georges Duhamel à l'Académie française », article dans L'Illustration du 4 juillet
  - « Le Symbolisme à La Bibliothèque nationale », article dans L'Illustration du 11 juillet
  - « Des Noms sur la route », article dans L'Illustration du 3 octobre
- 1937
  - Pontcarral, roman
  - Claude-Adolphe Nativelle 1812-1889, biographie de l'inventeur de la digitaline dans son époque
  - « Le Désert de Bièvres », article dans L'Illustration du 13 mars
  - « Croisade nationale de l'esprit », article dans L'Illustration du 27 mars
  - « La Sagesse du chef », article dans L'illustration du 17 avril
  - « Les Revendications coloniales allemandes », article dans la Revue des deux Mondes du 15 mai
  - « La IVe internationale »], article dans la Revue des deux Mondes du 1er juin
  - « La Vie conjugale de Lucile de Chateaubriand », article dans L'Illustration du 4 septembre
- 1938
  - La Femme aux images, roman
  - Le centenaire de la société des gens de lettres, article dans L'Illustration du 4 juin
  - Les livres, articles dans les numéros du 2, du 9 et du 23 juillet de L'Illustration
  - Il y a 20 ans Gouraud brisait l'offensive allemande de Champagne, article dans L'Illustration du 16 juillet
  - 11 novembre 1918, article dans L'Illustration du 12 novembre
  - L'Éblouissement, nouvelle dans le numéro de Noël de L'Illustration
- 1939
  - Les Abeilles d'or-L'île d'Elbe, roman
  - « La Véritable Manon Lescaut », article dans L'Illustration du 21 janvier
  - « Cyrano tel qu'il fut », article dans L'Illustration du 28 janvier
  - « Les Jeudis de l'Élysée ou l'art d'être grand-père », article dans L'Illustration du 15 avril
  - « La Reprise des affaires », article dans L'Illustration du 7 octobre
  - « Des Livres pour nos soldats », article dans L'Illustration du 14 octobre
  - « La Revanche du machinisme », article dans L'Illustration du 14 octobre
  - « Une Médaille germano-soviétique au millésime de 1934 », article dans L'illustration du 14 octobre
  - « Réveil de la grande couture française », article dans L'Illustration du 11 novembre
  - « Octogénaires de l'Académie, ceux qui auront connu 3 guerres », article dans L'Illustration du 18 novembre
- 1940
  - C'était en floréal, roman ayant pour cadre la Révolution française
  - Décembre 1939, janvier 1940, permissionnaires du front, article dans L'Illustration du 6 janvier
  - Brazza ou l'Épopée du Congo, article dans L'Illustration du 3 février
  - Voix françaises dans le temps et dans l'espace, article dans L'Illustration du 10 février
  - Romans policiers au front, article dans L'Illustration du 9 mars
  - Gazetiers et artistes au front, article dans L'Illustration du 23 mars
  - La Fin de Brummel, il y a 100 ans, article dans L'Illustration du 13 avril
  - Le Problème de l'information et des ondes, article dans L'Illustration du 13 avril
  - L'Amérique, espace vital du Reich, article dans L'Illustration du 27 avril
  - L'École pour la patrie, article dans L'Illustration du 27 juillet
  - Les Cités refuge, article dans L'Illustration du 3 août
  - L'Heure du régionalisme, article dans L'Illustration du 24 août
  - Cette jeunesse..., article dans L'Illustration du 7 septembre
  - Faveurs et clientèle, article dans L'Illustration du 7 septembre
  - Français d'origine et Français d'artifice, article dans L'Illustration du 14 septembre
  - Le Prieuré de Salles en Beaujolais, article dans L'Illustration du 16 novembre
  - Le Mariage des parents de Lamartine, article dans L'Illustration du 16 novembre
  - Il y a 100 ans, Napoléon mort était rendu à la France, de Sainte-Hélène aux Invalides, article dans L'Illustration du 14 décembre
- 1941
  - Un Témoin du retour des cendres, article dans la Revue des deux Mondes du 1er janvier
  - Les Cendres du Roi de Rome, article dans la Revue des deux Mondes du 15 janvier
  - La Seconde vie de l'héroïne de « Jocelyn », article dans L'Illustration du 3 mai
  - Les Postillons du Limousin, article dans L'Illustration du 14 juin
  - La Chevalerie du travail,article dans L'Illustration du 19 juillet
  - Les cyclo-laitiers du Périgord, article dans L'Illustration du 2 août
  - Le Régionalisme et la renaissance terrienne, article dans L'Illustration du 16 août
  - La Pêche dans un lac romantique, article dans L'Illustration du 16 août
  - Romans d'attente ou de transition, article dans L'Illustration du 13 septembre
  - Ouverture de la chasse à Tarascon, article dans L'Illustration du 20 septembre
  - Un Nouveau voyage du chef de l'État, article dans L'Illustration du 11 octobre
  - La Culture du tabac, article dans L'Illustration du 1er novembre
  - Dimanches d'automne: une promenade à la campagne « comme autrefois », article dans L'Illustration du 8 novembre
- 1942
  - La Télévision industrialisée, article dans L'Illustration du 17 janvier qui évoque les essais effectués par Henri de France au studio Saint-Clair à Lyon et illustré de 8 aquarelles de José Simont
  - Un Musée comme chez soi article consacré au musée décoratif de la chambre de commerce de Lyon publié à titre posthume dans L'Illustration du 30 mai
- 1943
  - Préface pour l'ouvrage « La Dictée graduée » de Blanche Clouët d'Orval
- 1949
  - Les personnages, les sites et les décors du vrai roman de Jocelyn, article dans « Demeures inspirées et sites romanesques » écrit par Raymond Lécuyer et Paul Émile Cadilhac, tome I
- 1950
  - Le Voyage de madame de Pire ou de Châteaubriand à Lamartine; cet écrit contient un chapitre sur le mariage de Lucile de Chateaubriand
- 1951
  - Préface pour l'opuscule Images du Périgord noir avec des bois gravés de Maurice Albe

- De plus on peut trouver ses articles critiques dans la rubrique Les livres et les écrivains dans les numéros de L'Illustration du 1/3/1924, du 8/3/1924, du 29/3/1924, du 14/6/1924, du 21/6/1924, du 7/1/1933, du 4/2/1933, du 4/3/1933, du 11/3/1933, du 18/3/1933, du 8/4/1933, du 21/4/1933, du 29/4/1933, du 6/5/1933, du 20/5/1933, du 17/6/1933, du 24/6/1933, du 19/8/1933, du 2/9/1933, du 9/9/1933, du 16/9/1933, du 23/9/1933, du 30/9/1933, du 4/11/1933, du 25/11/1933, du 9/12/1933, du 8/6/1935, du 15/6/1935, du 22/6/1935, du 13/7/1935, du 27/7/1935, du 24/8/1935, du 31/8/1935, du 11/1/1936, du 1/2/1936, du 21/3/1936, du 28/3/1936, du 4/4/1936, du 11/4/1936, du 18/4/1936, du 30/5/1936, du 6/6/1936, du 20/6/1936, du 4/7/1936, du 11/7/1936, du 18/7/1936, du 25/7/1936, du 1/8/1936, du 22/8/1936, du 29/8/1936, du 19/9/1936, du 10/10/1936, du 17/10/1936, du 31/10/1936, du 2/4/1938, du 9/4/1938, du 18/6/1938, du 6/8/1938, du 12/11/1938, du 7/6/1941, du 30/8/1941, du 1/11/1941, du 7/2/1942, etc.

## Prix et distinctions
- Le roman Après la mort de l'Empereur (1913) est couronné par l'Académie française

## Publications sur Albert Cahuet
- Jean-Paul Duquesnoy, Un homme de lettres : Albéric Cahuet(1877-1942), article publié dans la revue Lemouzi du 2e trimestre 2009, p. 53-61.

## Sources
Pour la biographie dans cet article : 
- site consacré à L'Illustration qui cite l'ouvrage de Jean-Paul Duquesnoy indiqué ci-avant et celui consacré à la Collection Nelson
- Jean-Paul Duquesnoy, Un homme de lettres : Albéric Cahuet(1877-1942), article publié dans la revue Lemouzi du 2e trimestre 2009, p. 53-61.